# 나사의 회전 (1999년 영화)
나사의 회전은 헨리 제임스의 소설 나사의 회전을 원작으로 한 영화이다.

## 출연

### 주연
- 조디 메이
- 팸 페리스
- 콜린 퍼스

### 조연
- 제이슨 샐키
- 제니 하우
- 조 소워버츠
- 캐롤라인 페그

## 기타
- 원작자: 헨리 제임스
- 의상: 쉬나 네이피어
- 배역: 케이트 로즈 제임스
- Ass-PD: 헬가 도위